# Shanghaï Express
Pour les articles homonymes, voir Shanghai express.
Pour plus de détails, voir Fiche technique et Distribution.
Shanghaï Express (Shanghai Express) est un film américain réalisé par Josef von Sternberg, sorti en 1932, et récompensé par l'Oscar de la meilleure photographie. Quatrième film pour le couple Marlene Dietrich / Josef von Sternberg après L'Ange bleu, Cœurs brûlés et Agent X 27.

## Synopsis
Shanghaï Lily, une belle aventurière (Marlène Dietrich), retrouve dans le train « Shanghaï Express » qui va de Pékin à Shanghaï, un homme qu'elle a aimé jadis, le capitaine Donald Harvey. Lui est un grand médecin militaire, qui doit aller opérer une personnalité à Shanghaï ; elle est une « caboteuse » (coaster), sorte de grande cocotte façon coloniale, qui sous le surnom de « Shanghaï Lily » (le lys de Shanghaï – elle s'appelle en vérité Madeleine) brise le cœur de ses amants depuis sa rupture avec Harvey. 
Leurs retrouvailles, qui s'annoncent irrésistibles, sont perturbées par la guerre civile, alors qu'un chef rebelle, Chang, fait arrêter le train dans une petite gare pour y prendre un otage. C'est le capitaine Harvey, personnage le plus important parmi les passagers occidentaux, qui est retenu ; mais le chef rebelle fait du surchantage afin de garder Shanghaï Lily, dont il s'est vivement épris. C'est l'intégrité physique du capitaine Harvey qui est en jeu… Quitte à passer pour la femme cupide et sans cœur que chacun imagine, Madeleine se sacrifie et accepte de suivre Chang. 
À la dernière minute, Chang est assassiné par une « poule de luxe » chinoise, passagère du train, dont il avait abusé la veille, et profitant du silence dans lequel s'est déroulé l'événement, le capitaine Harvey, après avoir assommé un ou deux rebelles, ramène dans le train Madeleine, et l'express repart à toute vapeur. 
Mais Madeleine est trop fière pour expliquer ses raisons d'agir à Harvey, et les retrouvailles des deux amoureux sont plus problématiques que jamais. Elle est un peu dans la situation de Boule de Suif, sauf qu'elle n'a finalement pas couché avec l'ennemi, et qu'elle ne peut pas dire pourquoi elle aurait accepté de le faire. Tout finit par s'arranger au retour, grâce à l'intervention du pasteur Carmichaël, qui a été témoin de certaines choses et dit à Harvey qu'il pourrait bien se tromper du tout au tout sur le compte de Madeleine.

## Fiche technique
- Titre : Shanghaï Express
- Titre original : Shanghai Express
- Réalisation : Josef von Sternberg
- Scénario : Jules Furthman d'après une histoire de Harry Hervey
- Musique : W. Franke Harling, Rudolph G. Kopp
- Photographie : Lee Garmes et (non crédité) James Wong Howe
- Montage : Frank Sullivan
- Production : Sam Jaffe et Josef von Sternberg
- Société de production : Paramount Pictures
- Distribution : Paramount Pictures
- Pays d'origine :  États-Unis
- Langue : anglais, cantonais, français, allemand
- Format : Noir et blanc
- Genre : Mélodrame
- Durée : 80 minutes
- Dates de sortie : États-Unis, 2 février 1932 (première à New York), 12 février 1932 (sortie nationale)

## Distribution
- Marlene Dietrich : Shanghai Lily / Magdalen
- Clive Brook : le capitaine Donald « Doc » Harvey
- Anna May Wong : Hui Fei
- Warner Oland : Mr. Henry Chang
- Eugene Pallette : Sam Salt
- Lawrence Grant : M. Carmichael
- Louise Closser Hale : Mme Haggerty
- Gustav von Seyffertitz : Eric Baum
- Emile Chautard : le commandant Lenard

Acteurs non crédités
- Leonard Carey : Carey
- Willie Fung : le mécanicien du train
- Claude King : Mr. Albright
- Victor Wong : un officier chinois

## Production

### Scénario
L'histoire est tirée de Boule de suif de Guy de Maupassant. Josef von Sternberg s'en est toujours défendu. Selon l'historien du cinéma soviétique Mikhaïl Soulkine, Shanghaï Express a été fortement influencé par le film soviétique Le Train mongol (1929), aussi bien dans l'intrigue que dans la composition du film.

### Tournage

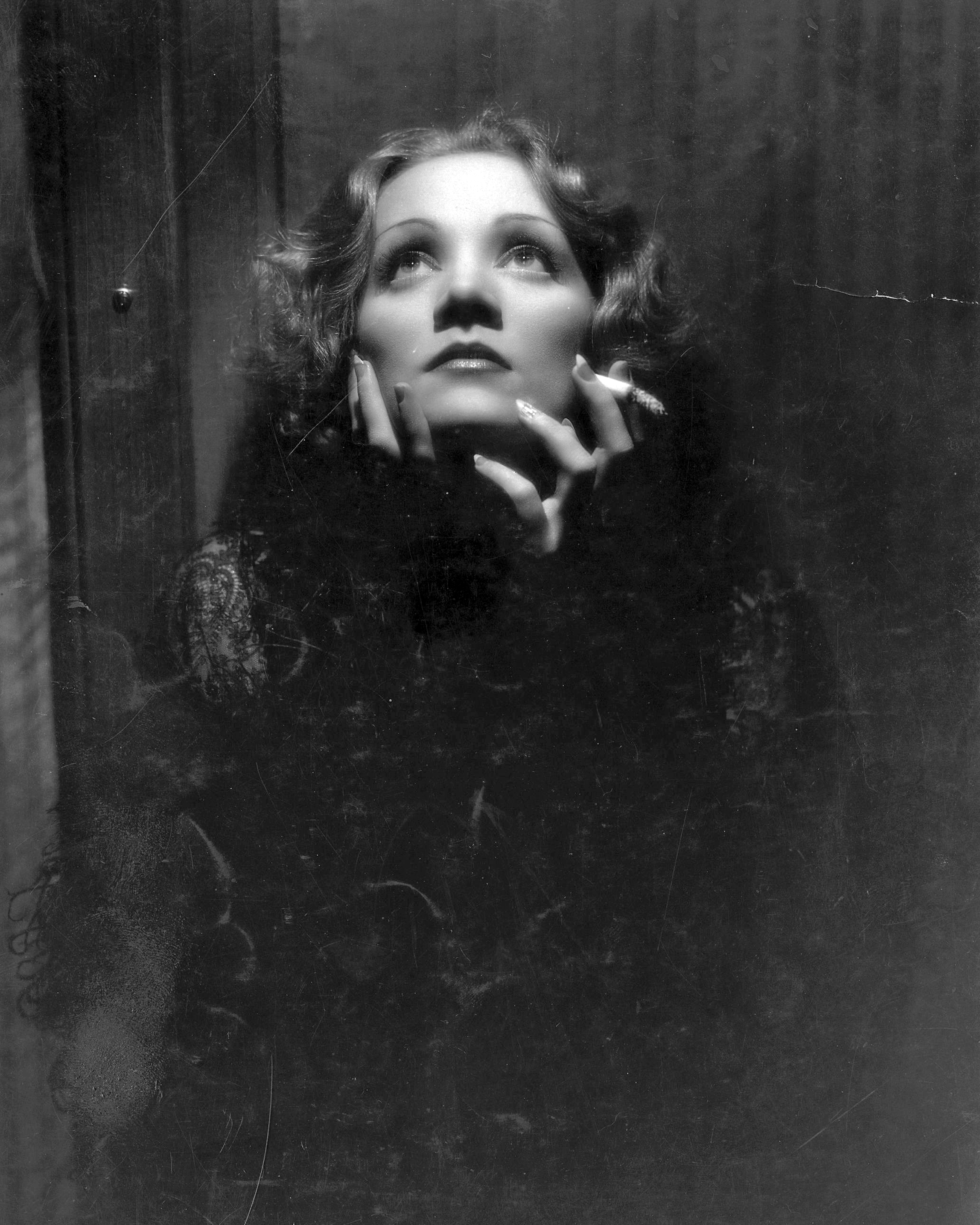
Marlene Dietrich photographiée par Don English, pour le film

La fille de Marlene Dietrich raconte le travail des deux artistes : « Von Sternberg fut convié pour voir Shanghaï Lily pour la première fois. Il entra dans la salle d'essayage, vit ma mère et s'arrêta net. Elle était debout sur une plate-forme surélevée, réfléchie par les miroirs disposés derrière elle. Regard langoureux sous le voile strié, tête lisse gainée de noir brillant, longue robe en crêpe fluide bordée de plumes. Comme des vagues de noir incandescent, elles montaient à l'assaut de son cou, cascadaient de ses épaules, le long de ses bras, jusqu'au noir plus mat d'une paire de gants très fins et très moulants. Une rangée parfaite de perles de cristal invitaient le regard à descendre le long de son corps jusqu'au sac à motif Art déco noir et blanc, qui ponctuait l'ensemble à hauteur de la taille. L'oiseau noir le plus rare qui se puisse imaginer. (...) Superbe réalisation d'une idée impossible. Je vous félicite tous » commenta le réalisateur. Maria Riva rajoute : « à mon avis, rien ne pourra jamais surpasser le costume à plumes de coq que Dietrich porte dans Shanghaï Express. »

## Critiques

### À la sortie du film
« La sortie de Shanghaï Express fut saluée par une critique dithyrambique. » Dans son autobiographie, Sternberg écrit que la scénariste et romancière américaine Ayn Rand « déclara qu'elle avait rarement vu un film qui l'eût autant impressionné », puis il cite William Fitzgerald : « Sternberg n'a pas braqué sa caméra sur les jambes de la vedette, mais il a remarqué qu'elle avait les mains les plus belles du monde, et il s'en est servi dans la séquence ou l'héroïne prie seule dans l'obscurité. »
Le Times de Londres : « Le jeu de Miss Dietrich tire sa force et son dynamisme du fait qu'elle renonce délibérément à l'effet ; plus ses gestes paraissent naturels et non concertés, plus ils sont révélateurs des variations et de l'évolution de son psychisme » et « Le flegme oriental de Miss Wong n'a d'égal que celui de Miss Dietrich qui incarne une Occidentale sophistiquée. »
Le New York Times : « Shanghaï Express est le meilleur film qu'ait dirigé Sternberg... Nombre de séquences bénéficient d'éclairages tels qu'on croirait voir des estampes. »

### Depuis
Thierry de Navacelle : « La reconstitution de la Chine en studio est extraordinaire, et les personnages secondaires, quoique caricaturaux, très bien étudiés. Mais surtout, la photographie est d'une beauté incroyable. (...) Lee Garmes a véritablement réalisé des prodiges. (...) Marlene, naturellement, est la première à en bénéficier. Jamais, sans doute, elle n'a été si belle que dans Shanghaï Express. »
Homer Dickens : « Ce film est probablement le meilleur qui ait été tourné par le tandem Dietrich-Sternberg. (...) Sternberg a matérialisé là tout ce qu'il souhaitait obtenir de Marlene. Rien n'y manque : l'utilisation des éclairages, de la pénombre, les mouvements de foule, les fondus, les persiennes qui filtrent plus ou moins les rayons du soleil, cachant ou révélant la silhouette de Marlene, en fonction des états d'âme ou des situations auxquelles elle se trouve mêlée.[...] Son sex-appeal est explicite au point d'être presque tangible. Lee Garmes collabora étroitement avec Sternberg et se surpassa dans le domaine de la prise de vue. Son travail lui valut un Oscar. »
Vincent Pinel : « L'une des meilleures réussites plastiques de Sternberg avec une Chine fantasmatique entraperçue du train et une Marlene au sommet de sa beauté. »
Jean Tulard : « Le plus gros succès commercial du tandem Dietrich-Sternberg. Une Chine fantaisiste, mais l'apogée du mythe de Marlene, dont les toilettes coupent le souffle. »
Werner Sudendorf : « En 1932, après Shanghaï Express, Marlene Dietrich devient une référence en marche vers le mythe ».

## Postérité
Une photographie de l'actrice réalisée dans le cadre de la promotion de Shanghaï Express par Don English sert de base à l'affiche officielle du 45e festival du film de Cannes (1992), alors que l'actrice est morte le jour précédant la cérémonie d'ouverture.

## Box-office
Le film rapporta 3 700 000 de dollars en 1932 et fut le plus grand succès public pour le couple Sternberg  Dietrich.

## Distinctions

### Récompenses
- Oscar du cinéma 1932 : Oscar de la meilleure photographie pour Lee Garmes

### Nominations
- Oscar du cinéma 1932 : meilleur film et meilleur réalisateur